# 官方民族理論
官方民族理論，是俄羅斯帝國皇帝尼古拉一世統治時期國家指定的意識形態，由教育部長謝爾蓋·烏瓦羅夫在1833年一份給皇帝的奏折中提出，該思想源自其受米哈伊尔·波戈金、施勒格爾等人著述理論所啟發。後來這個思想被簡稱為「專制、東正教、民族主義」（Правосла́вие, самодержа́вие, наро́дность），是用於針對法國大革命的「自由、平等、博愛」座右銘。根據烏瓦羅夫這一理論，俄羅斯人虔誠，東正教信仰和專制構成俄羅斯存在不可或缺的條件，民族特性被理解為，要堅持自己的傳統和拒絕外來的影響，有必要打擊西方的思想自由、個人主義、理性主義。理論在當時與俄羅斯斯拉夫主義思想之間是有所區別。
该政策的批评者认为这一原则是对俄罗斯化的呼吁。然而，它的存在，作为俄罗斯自16世纪以来的第一个法定政治意识形态，表明这个国家正在酝酿向现代性过渡。